# Gemerská Panica
Gemerská Panica, dříve Generská Panita (maďarsky Gömörpanyit) je obec na Slovensku v okrese Rožňava. V roce 2009 měla 684 obyvatel. Rozloha katastrálního území činí 14,92 km².
Prochází tudy železniční trať Zvolen - Košice.

## Historie
Až do roku 1918 patřila obec k Uherskému království, po první světové válce se stala součástí Československa. V roce 1930 zde žilo 764 obyvatel. V letech 1938 až 1945 byla obec pod názvem Gömörpanyit přičleněna k Maďarsku.